# Mercedes-Benz Classe G
O Classe G é um SUV da Mercedes-Benz, marca alemã de automóveis pertencente ao grupo Daimler AG.
Inicialmente produzido para utilização militar, passou a estar disponível ao público a partir de 1979. O projeto iniciou-se em 1972 no âmbito de uma parceria entre a Mercedes-Benz e a Steyr-Daimler-Puch, hoje Magna Steyr. Continua actualmente a ser fabricado em Graz na Austria.
Em sua forma básica, o veículo pouco mudou desde então, tecnicamente aprendeu, no entanto, sempre melhorias e atualizações. As modificações se referem principalmente à variantes do motor, do interior e recursos de segurança.

## Galeria
- Primeira geração (1990-presente)
- Segunda geração (2018-presente)